# Kellner Jenő
Kellner Jenő (Tokod, 1950. január 13. –) hétszeres magyar  bajnok labdarúgó, hátvéd. Unokatestvére Kellner Ferenc, ökölvívó, edző, sportvezető.

## Pályafutása
1968-ig a Tokodi Üveggyár játékosa volt. Ekkor került az Újpesti Dózsa utánpótlásához. 1969-ben részt vett a Dózsa Dél-amerikai túráján.
1970 és 1979 között az Újpesti Dózsa labdarúgója volt, ahol hét alkalommal nyert bajnokságot a csapattal. Utolsó élvonalbeli csapata a Bp. Volán, ahol az 1979–80-as idényben 20 bajnoki mérkőzésen szerepelt és hat gólt szerzett.

## Sikerei, díjai
- Magyar bajnokság
  - bajnok (7 alkalommal): 1970–71, 1971–72, 1972–73, 1973–74, 1974–75, 1977–78, 1978–79
  - 2. (1 alkalommal): 1976–77
  - 3. (1 alkalommal): 1975–76
- Magyar Népköztársasági Kupa (MNK)
  - győztes: 1971
- Bajnokcsapatok Európa-kupája (BEK)
  - negyeddöntős: 1971–72, 1972–73
  - elődöntős: 1973–74